# X Factor 2017 (Danmark)
X Factor 2017 var den 10. sæson af talentkonkurrencen X Factor, der havde premiere den 30. december 2016 på DR1. Morten Nørgaard vandt Konkurrencen med 52 procent af seernes stemmer og Remee blev den vindende dommer for fjerde gang, og for første gang i dansk X factors historie har en dommer har vundet konkurrencen i alle 3 kategorier.

## Konkurrencens forløb
Dommertrioen består af komponist Thomas Blachman, der har været med i ni sæsoner i alt, sangerinden Mette Lindberg er dommer for anden gang, og musikproducer Remee, der har været med i syv sæsoner i alt. Sofie Linde Lauridsen er vært for anden gang. Blachmann blev tildelt den unge kategori, som han også varetog i 2009 og 2013, Remee blev tildelt +23-kategorien, mens Mette Lindberg fik gruppekategorien.
Udvælgelsen af finalisterne foregik via auditions, der fandt sted i København og Aarhus. Udvalgte deltagere fra auditions, som dommerne havde valgt at sende videre, deltog i 5 Chair Challenge. Her blev deltagerfeltet i 'Unge'-kategorien og '23+'-kategorien beskåret fra 13 til 5, mens antallet af deltagere i gruppekategorien gik fra 9 til 5. De 15 deltagere deltog ved en bootcamp, hvor de tre livedeltagere i hver kategori blev udvalgt.
Finalen afholdes den 31. marts 2017 i DR Byens Studie 5, hvor den britiske singer-songwriter Ed Sheeran optræder. Præmien i X Factor 2017 er en indspilning af fire numre med den amerikanske producer Dallas Austin, som har produceret for bl.a. Madonna, Michael Jackson og Janet Jackson. Samtidig får vinderen også et sangtræningsforløb med vokalcoachen Helene Hørlyck, der har arbejdet med One Direction.
De tre finalisters vindersange udkom umiddelbart efter semifinalen den 24. marts 2017. Chilis sang, "Plated Gold", er skrevet og produceret af sangerinden Clara Sofie Fabricius. Mortens Nørgaards sang, "The Underdog", er skrevet af Anders Grahn, Max Ulver, Oliver McEwan, Lars Ankerstjerne og Rasmus Seebach. Den er produceret af Ankersterne, Seebach, McEwan og
Nicky Furdal. Mia har selv skrevet teksten til hendes sang, "Sick", der er produceret af Clara Sofie Fabricius og Mads Nørgaard. Mia fremførte sangen til hendes audition, og efterfølgende er den blevet set over 500.000 gange på YouTube.

## Finalister
– Vinder
     – Andenplads
     – Trejdeplads
     – Udstemt
| Kategori (mentor)   | Kunstner       | Kunstner             | Kunstner      | Kunstner |
| ------------------- | -------------- | -------------------- | ------------- | -------- |
| Under 23 (Blachman) | Chili Pedersen | Martin Prytz         | Mia Sørensen  |          |
| Over 23 (Remee)     | Mike Beck      | Morten Nørgaard      | Samanta Gomez |          |
| Grupper (Lindberg)  | Fyhnen Sisters | Ladies with Attitude | VKation       |          |

## Live shows

### Statistik
Farvekoder:
| – | Thomas Blachman som mentor (Under 23) |
| – | Mette Lindberg som mentor (Grupper)   |
| – | Remee som mentor (Over 23)            |

| – | Vinder                                                                             |
| – | Andenplads                                                                         |
| – | Deltageren var blandt de to med laveste stemmetal og skulle synge igen i farezonen |
| – | Deltageren blev råbt op som værende gået videre (vilkårlig rækkefølge)             |
| – | Deltageren fik færrest seerstemmer og blev som følge heraf stemt ud                |

| Deltager           | Deltager             | Uge 1                      | Uge 2                           | Uge 3                             | Uge 4                       | Uge 5                    | Uge 6 | Uge 7 | Uge 7 |                 |
| Deltager           | Deltager             | Uge 1                      | Uge 2                           | Uge 3                             | Uge 4                       | Uge 5                    | Uge 6 | 1. runde | 2. runde |                 |
| ------------------ | -------------------- | -------------------------- | ------------------------------- | --------------------------------- | --------------------------- | ------------------------ | --- | --- | --- | --------------- |
| 1                  | Morten Nørgaard      | 1. 18,7%                   | 2. 16,9%                        | 1. 20,9%                          | 2. 20,7%                    | 1. 32,0%                 | 1. 32,5% | 2. 33,8% | Vinder 52,1% |                 |
| 2                  | Chili Pedersen       | 3. 13,4%                   | 3. 16,3%                        | 2. 17,4%                          | 3. 18,0%                    | 3. 19,9%                 | 2. 23,5% | 1. 34,7% | Andenplads 47,9% |                 |
| 3                  | Mia Sørensen         | 2. 15,1%                   | 1. 17,9%                        | 4. 14,6%                          | 4. 16,5%                    | 2. 20,1%                 | 3. 23,1% | 3. 31,5% | Udstemt (Uge 7) | Udstemt (Uge 7) |
| 4                  | VKation              | 5. 11,6%                   | 4. 10,6%                        | 7. 9,6%                           | 1. 21,7%                    | 4. 15,0%                 | 4. 20,9% | Udstemt (Uge 6) | Udstemt (Uge 6) |                 |
| 5                  | Samanta Gomez        | 6. 9,7%                    | 5. 9,9%                         | 3. 15,7%                          | 5. 13,7%                    | 5. 12,9%                 | Udstemt (Uge 5) | Udstemt (Uge 5) | Udstemt (Uge 5) |                 |
| 6                  | Martin Prytz         | 4. 13,4%                   | 6. 9,7%                         | 5. 11,3%                          | 6. 9,7%                     | Udstemt (Uge 4)          | Udstemt (Uge 4) | Udstemt (Uge 4) | Udstemt (Uge 4) |                 |
| 7                  | Ladies with Attitude | 7. 7,6%                    | 7. 9,4%                         | 6. 10,6%                          | Udstemt (Uge 3)             | Udstemt (Uge 3)          | Udstemt (Uge 3) | Udstemt (Uge 3) | Udstemt (Uge 3) |                 |
| 8                  | Mike Beck            | 8. 6,4%                    | 8. 9,3%                         | Udstemt (Uge 2)                   | Udstemt (Uge 2)             | Udstemt (Uge 2)          | Udstemt (Uge 2) | Udstemt (Uge 2) | Udstemt (Uge 2) |                 |
| 9                  | Fyhnen Sisters       | 9. 4,0%                    | Udstemt (Uge 1)                 | Udstemt (Uge 1)                   | Udstemt (Uge 1)             | Udstemt (Uge 1)          | Udstemt (Uge 1) | Udstemt (Uge 1) | Udstemt (Uge 1) |                 |
|                    |                      |                            |                                 |                                   |                             |                          | | | |                 |
| Omsang             | Omsang               | Mike Beck, Fyhnen Sisters  | Ladies with Attitude, Mike Beck | Ladies with Attitude, VKation     | Martin Prytz, Samanta Gomez | Samanta Gomez, VKation   | Ingen dommerstemmer eller deltagere i farezone: Det er alene seernes stemmer der afgør, hvem der bliver elimineret, og hvem der i sidste ende vinder. | Ingen dommerstemmer eller deltagere i farezone: Det er alene seernes stemmer der afgør, hvem der bliver elimineret, og hvem der i sidste ende vinder. | Ingen dommerstemmer eller deltagere i farezone: Det er alene seernes stemmer der afgør, hvem der bliver elimineret, og hvem der i sidste ende vinder. |                 |
| Lindberg stemte ud | Lindberg stemte ud   | Mike Beck                  | Mike Beck                       | Ladies with Attitude              | Martin Prytz                | Samanta Gomez            | Ingen dommerstemmer eller deltagere i farezone: Det er alene seernes stemmer der afgør, hvem der bliver elimineret, og hvem der i sidste ende vinder. | Ingen dommerstemmer eller deltagere i farezone: Det er alene seernes stemmer der afgør, hvem der bliver elimineret, og hvem der i sidste ende vinder. | Ingen dommerstemmer eller deltagere i farezone: Det er alene seernes stemmer der afgør, hvem der bliver elimineret, og hvem der i sidste ende vinder. |                 |
| Blachman stemte ud | Blachman stemte ud   | Fyhnen Sisters             | Mike Beck                       | Ladies with Attitude              | Samanta Gomez               | Samanta Gomez            | Ingen dommerstemmer eller deltagere i farezone: Det er alene seernes stemmer der afgør, hvem der bliver elimineret, og hvem der i sidste ende vinder. | Ingen dommerstemmer eller deltagere i farezone: Det er alene seernes stemmer der afgør, hvem der bliver elimineret, og hvem der i sidste ende vinder. | Ingen dommerstemmer eller deltagere i farezone: Det er alene seernes stemmer der afgør, hvem der bliver elimineret, og hvem der i sidste ende vinder. |                 |
| Remee stemte ud    | Remee stemte ud      | Fyhnen Sisters             | Ladies with Attitude            | VKation                           | Martin Prytz                | VKation                  | Ingen dommerstemmer eller deltagere i farezone: Det er alene seernes stemmer der afgør, hvem der bliver elimineret, og hvem der i sidste ende vinder. | Ingen dommerstemmer eller deltagere i farezone: Det er alene seernes stemmer der afgør, hvem der bliver elimineret, og hvem der i sidste ende vinder. | Ingen dommerstemmer eller deltagere i farezone: Det er alene seernes stemmer der afgør, hvem der bliver elimineret, og hvem der i sidste ende vinder. |                 |
| Udstemt            | Udstemt              | Fyhnen Sisters Niendeplads | Mike Beck Ottendeplads          | Ladies with Attitude Syvendeplads | Martin Prytz Sjetteplads    | Samanta Gomez Femteplads | VKation Fjerdeplads | Mia Sørensen Tredjeplads | Chili Pedersen Andenplads |                 |
| Udstemt            | Udstemt              | Fyhnen Sisters Niendeplads | Mike Beck Ottendeplads          | Ladies with Attitude Syvendeplads | Martin Prytz Sjetteplads    | Samanta Gomez Femteplads | VKation Fjerdeplads | Mia Sørensen Tredjeplads | Morten Nørgaard Vindere |                 |
| Kilde              | Kilde                | [ 12 ]                     | [ 13 ]                          | [ 14 ]                            | [ 15 ]                      | [ 16 ]                   | [ 17 ] | [ 18 ] | [ 19 ] |                 |

### Liveshows

#### Uge 1 (17. februar)
- Tema: Signatur-sange[20]

| Rækkefølge | Artist               | Sang                                               | Resultat     | Stemmetal    |
| ---------- | -------------------- | -------------------------------------------------- | ------------ | ------------ |
| 1          | Ladies with Attitude | "Say My Name" (Destiny's Child)                    | Stemt videre | 29.465       |
| 2          | Mia Sørensen         | "Shock to My System" (Gemma Hayes)                 | Stemt videre | 58.233       |
| 3          | Mike Beck            | "Guillotine" (Jon Bellion featuring Travis Mendes) | I farezonen  | 24.849       |
| 4          | Fyhnen Sisters       | "My Silver Lining" (First Aid Kit)                 | I farezonen  | 15.532       |
| 5          | Martin Prytz         | "Closer" (The Chainsmokers featuring Halsey)       | Stemt videre | 51.870       |
| 6          | Samanta Gomez        | "Bare være mig selv" (Laleh)                       | Stemt videre | 37.281       |
| 7          | VKation              | "Angel Zoo" (Phlake)                               | Stemt videre | 44.938       |
| 8          | Chili Pedersen       | "Waiting Game" (Banks)                             | Stemt videre | 51.884       |
| 9          | Morten Nørgaard      | "Hero" (Family of the Year)                        | Stemt videre | 72.028       |
| Sangdyst   |                      |                                                    |              |              |
| Rækkefølge | Artist               | Sang (original kunstner)                           | Resultat     | Resultat     |
| 1          | Mike Beck            | "Can't Help But Wait" (Trey Songz)                 | Stemt videre | Stemt videre |
| 2          | Fyhnen Sisters       | "Ring of Fire" (Johnny Cash)                       | Stemt ud     | Stemt ud     |

1. ↑  Samanta Gomez fremførte en dansk oversættelse af "Bara få va mig själv" af Laleh.

Dommerne stemte ud
- Remee: Fyhnen Sisters
- Lindberg: Mike Beck
- Blachman: Fyhnen Sisters

#### Uge 2 (24. februar)
- Tema: Sange fra dommernes fødselsårti (60'erne, 70'erne og 80'erne)[22]

| Rækkefølge | Artist               | Sang                                                 | Resultat     | Stemmetal    |
| ---------- | -------------------- | ---------------------------------------------------- | ------------ | ------------ |
| 1          | VKation              | "Take on Me" (a-ha)                                  | Stemt videre | 37.312       |
| 2          | Samanta Gomez        | "Wild Horses" (The Rolling Stones)                   | Stemt videre | 34.910       |
| 3          | Martin Prytz         | "Fever" (Helen Shapiro)                              | Stemt videre | 33.896       |
| 4          | Morten Nørgaard      | "How Deep Is Your Love" (Bee Gees)                   | Stemt videre | 59.461       |
| 5          | Ladies with Attitude | "I Feel for You" (Chaka Khan)                        | I farezonen  | 32.878       |
| 6          | Chili Pedersen       | "Train Song" (Vhasti Bunyan)                         | Stemt videre | 57.099       |
| 7          | Mike Beck            | "Moondance" (Van Morrison)                           | I farezonen  | 32.730       |
| 8          | Mia Sørensen         | "California Dreamin'" (The Mamas & Papas)            | Stemt videre | 62.695       |
| Sangdyst   |                      |                                                      |              |              |
| Rækkefølge | Artist               | Sang (original kunstner)                             | Resultat     | Resultat     |
| 1          | Ladies with Attitude | "Side to Side" (Ariana Grande featuring Nicki Minaj) | Stemt videre | Stemt videre |
| 2          | Mike Beck            | "I Need a Dollar" (Aloe Blacc)                       | Stemt ud     | Stemt ud     |

Dommerne stemte ud
- Lindberg: Mike Beck
- Remee: Ladies with Attitude
- Blachman: Mike Beck

#### Uge 3 (3. marts)
- Tema: Breakup-sange[24]

| Rækkefølge | Artist               | Sang                                             | Resultat     | Stemmetal    |
| ---------- | -------------------- | ------------------------------------------------ | ------------ | ------------ |
| 1          | Mia Sørensen         | "Shake It Out" (Florence and the Machine)        | Stemt videre | 49.462       |
| 2          | Morten Nørgaard      | "This Town" (Niall Horan)                        | Stemt videre | 70.141       |
| 3          | Ladies with Attitude | "Warwick Avenue" (Duffy)                         | I farezonen  | 36.073       |
| 4          | Chili Pedersen       | "Do You Remember" (Jarryd James)                 | Stemt videre | 59.004       |
| 5          | VKation              | "Summertime Sadness" (Lana Del Rey)              | I farezonen  | 32.661       |
| 6          | Martin Prytz         | "Fools" (Troye Sivan)                            | Stemt videre | 38.216       |
| 7          | Samanta Gomez        | "One" (Mary J. Blige og U2)                      | Stemt videre | 53.158       |
| Sangdyst   |                      |                                                  |              |              |
| Rækkefølge | Artist               | Sang (original kunstner)                         | Resultat     | Resultat     |
| 1          | Ladies with Attitude | "Dark Horse" (Katy Perry featuring Juicy J)      | Stemt ud     | Stemt ud     |
| 2          | VKation              | "You're Not Alone" (Mads Langer-udgave af Olive) | Stemt videre | Stemt videre |

Dommerne stemte ud
- Blachman: Ladies with Attitude
- Remee: VKation
- Lindberg: Ladies with Attitude

#### Uge 4 (10. marts)
- Tema: Divas and Crooners (akkompagneret af DR Big Band)[25]

| Rækkefølge | Artist          | Sang                                             | Resultat     | Stemmetal    |
| ---------- | --------------- | ------------------------------------------------ | ------------ | ------------ |
| 1          | Martin Prytz    | "Suit & Tie" (Justin Timberlake featuring Jay-Z) | I farezonen  | 27.566       |
| 2          | Samanta Gomez   | "Judge Me" (K. Michelle)                         | I farezonen  | 38.125       |
| 3          | Mia Sørensen    | "My Heart Belongs to Daddy" (Mary Martin)        | Stemt videre | 46.618       |
| 4          | VKation         | "Unchained Melody" (Todd Duncan)                 | Stemt videre | 61.519       |
| 5          | Morten Nørgaard | "Backwards" (Lars H.U.G. & Lisa Ekdahl)          | Stemt videre | 58.883       |
| 6          | Chili Pedersen  | "Weight in Gold" (Gallant)                       | Stemt videre | 51.103       |
| Sangdyst   |                 |                                                  |              |              |
| Rækkefølge | Artist          | Sang (original kunstner)                         | Resultat     | Resultat     |
| 1          | Martin Prytz    | "Follow You Home" (Matt Millz)                   | Stemt ud     | Stemt ud     |
| 2          | Samanta Gomez   | "Smile" (Charlie Chaplin)                        | Stemt videre | Stemt videre |

Dommerne stemte ud
- Remee: Martin Prytz
- Blachman: Samanta Gomez
- Lindberg: Martin Prytz

#### Uge 5 (17. marts)
- Tema: Verdenshits[27]

| Rækkefølge | Artist          | Sang                                                | Resultat     | Stemmetal    |
| ---------- | --------------- | --------------------------------------------------- | ------------ | ------------ |
| 1          | Chili Pedersen  | "Video Games" (Lana Del Rey)                        | Stemt videre | 58.963       |
| 2          | Morten Nørgaard | "Say You Won't Let Go" (James Arthur)               | Stemt videre | 94.730       |
| 3          | Mia Sørensen    | "Halo" (Beyonce)                                    | Stemt videre | 59.502       |
| 4          | Samanta Gomez   | "Make Me (Cry)" (Noah Cyrus featuring Labrinth)     | I farezonen  | 38.112       |
| 5          | VKation         | "I Feel It Coming" (The Weeknd featuring Daft Punk) | I farezonen  | 44.418       |
| Sangdyst   |                 |                                                     |              |              |
| Rækkefølge | Artist          | Sang (original kunstner)                            | Resultat     | Resultat     |
| 1          | Samanta Gomez   | "Crazy" (Aerosmith)                                 | Stemt ud     | Stemt ud     |
| 2          | VKation         | "Overleve" (Ukendt Kunstner)                        | Stemt videre | Stemt videre |

Dommerne stemte ud
- Remee: VKation
- Lindberg: Samanta Gomez
- Blachman: Samanta Gomez

#### Uge 6 (24. marts)
- Tema: Jubilæumssange og seervalg[29]

Det var udelukkende seerernes stemmer, der bestemte, hvem der blev elimineret.
- Gæsteartist: Kaputu ("Hvor du går")

| Rækkefølge | Artist          | Sang (original kunstner)                                                     | Tidligere finalist             | Rækkefølge | Sang (original kunstner)           | Resultat     | Stemmetal |
| ---------- | --------------- | ---------------------------------------------------------------------------- | ------------------------------ | ---------- | ---------------------------------- | ------------ | --------- |
| 1          | Morten Nørgaard | "Mad World" (Michael Andrews featuring Gary Jules-udgave af Tears for Fears) | Thomas Ring                    | 5          | "Dancing on My Own" (Robyn)        | Stemt videre | 95.166    |
| 2          | Chili Pedersen  | "DJ Ease My Mind" (Niki & The Dove)                                          | Nicoline Simone og Jean Michel | 6          | "Higher" (Kwamie Liv)              | Stemt videre | 68.831    |
| 3          | VKation         | "Stay with Me" (Sam Smith)                                                   | Jógvan                         | 7          | "Final Song" (MØ)                  | Stemt ud     | 61.180    |
| 4          | Mia Sørensen    | "Oh Love" (Ane Brun)                                                         | Amanda                         | 8          | "Running with the Wolves" (Aurora) | Stemt videre | 67.621    |

VKation fik færrest seerstemmer og blev derfor stemt ud.

#### Uge 7 (31. marts)
- Tema: Frit valg, Dallas Austins valg[30] samt vindersingle[31][32]
- Gæsteartist: Gulddreng ("Utro") Ed Sheeran[33] ("Castle on the Hill") og ("Shape of You")
- Gruppeoptrædener: "Fem Fine Frøkner" (Gabrielle; fremført af X Factor 2017 finalisterne og Sofie Linde Lauridsen), "Ked Af Det" (fremført af Gulddreng og X Factor 2017 deltagerne)

| Rækkefølge | Artist          | Frit valg (original kunstner)                                        | Rækkefølge | Dallas Austins valg (original kunstner)    | Rækkefølge | Vindersingle   | Resultat    | Stemmetal (1. runde) | Stemmetal (2. runde) |
| ---------- | --------------- | -------------------------------------------------------------------- | ---------- | ------------------------------------------ | ---------- | -------------- | ----------- | -------------------- | -------------------- |
| 1          | Mia Sørensen    | "Issues" (Julia Michaels)                                            | 4          | "Send My Love (To Your New Lover)" (Adele) |            |                | Tredjeplads | 96.065 (31,5%)       |                      |
| 2          | Morten Nørgaard | "Runnin' (Lose It All)" (Naughty Boy Feat Beyonce og Arrow Benjamin) | 5          | "Pompeii" (Bastille)                       | 8          | "The Underdog" | Vinder      | 103.336 (33,8%)      | 136.157 (52,1%)      |
| 3          | Chili Pedersen  | "Feel Like Me" (Cassius Feat Cat Power)                              | 6          | "Dangerous Woman" (Ariana Grande)          | 7          | "Plated Gold"  | Andenplads  | 105.948 (34,7%)      | 124.946 (47,9%)      |

## Afsnit og seertal
| Dato              | Afsnit            | Seertal hovedprogrammet | Seertal afgørelsen | Kilde         |
| ----------------- | ----------------- | ----------------------- | ------------------ | ------------- |
| 30. december 2016 | Auditions         | 1.111.000               |                    | [ 34 ]        |
| 6. januar 2017    | Auditions         | 1.268.000               |                    | [ 35 ]        |
| 13. januar 2017   | Auditions         | 1.301.000               |                    | [ 36 ]        |
| 20. januar 2017   | 5 Chair Challenge | 1.056.000               |                    | [ 37 ]        |
| 27. januar 2017   | 5 Chair Challenge | 1.142.000               |                    | [ 38 ]        |
| 3. februar 2017   | 5 Chair Challenge | 1.235.000               |                    | [ 39 ]        |
| 10. februar 2017  | Bootcamp          | 1.259.000               | 1.268.000          | [ 40 ]        |
| 17. februar 2017  | 1. liveshow       | 1.207.000               | 1.136.000          | [ 41 ]        |
| 24. februar 2017  | 2. liveshow       | 1.335.000               | 1.317.000          | [ 42 ]        |
| 3. marts 2017     | 3. liveshow       | 1.273.000               | 1.271.000          | [ 43 ]        |
| 10. marts 2017    | 4. liveshow       | 1.256.000               | 1.230.000          | [ 44 ]        |
| 17. marts 2017    | 5. liveshow       | 1.261.000               | 1.261.000          | [ 45 ] [ 46 ] |
| 24. marts 2017    | 6. liveshow       | 1.307.000               | 1.304.000          | [ 47 ] [ 48 ] |
| 31. marts 2017    | 7. liveshow       | 1.420.000               | 1.594.000          | [ 49 ]        |